# پاناگیوریشته
پاناگیوریشته شهری در استان پازارجیک کشور بلغارستان است که جمعیت آن در سال ۲۰۰۱ میلادی ۱۹٬۹۹۴ نفر بوده‌است.